# Лісетте Севенс
Лісетте Севенс (нід. Lisette Sevens, 29 червня 1949) — нідерландська хокеїстка на траві.
Олімпійська чемпіонка 1984 року.
Чемпіонка Європи 1984 року.
Чемпіонка світу 1974, 1978, 1983 років, срібна призерка 1981 року, бронзова призерка 1976 року.